# The Thorn (EP)
The Thorn è il primo EP del gruppo musicale inglese Siouxsie and the Banshees, pubblicato il 19 ottobre 1984.

## Il disco
The Thorn presenta quattro brani della band registrati con strumentazioni orchestrali: Overground è originariamente apparso sull'album d'esordio The Scream; Placebo Effect è una canzone tratta dal secondo album Join Hands, mentre Voices e Red Over White sono state realizzate in precedenza come B-side dei singoli Hong Kong Garden e Israel. La registrazione è avvenuta in Baviera, Germania.
Lo scopo dell'EP è stato triplice: Siouxsie ha dichiarato che voleva inserire il nuovo chitarrista John Valentine Carruthers, provare alcuni arrangiamenti d'archi e semplicemente ri-registrare dei brani che erano stati sviluppati in concerto. Le tracce sono state incluse nel quarto disco della raccolta di B-side del gruppo Downside Up.

## Tracce
Lato A
1. Overground - 3:53 (testo: Severin - musica: Severin, McKay)
2. Voices - 5:26 (testo: Severin - musica: McKay)

Lato B
1. Placebo Effect - 4:37 (testo: Sioux - musica: Sioux, McKay, Severin, Morris)
2. Red Over White - 5:43 (testo: Sioux - musica: Sioux, McGeoch, Severin, Budgie)

## Formazione
- Siouxsie Sioux - voce
- John Valentine Carruthers - chitarra
- Steven Severin - basso
- Budgie - batteria

### Altri musicisti
- The Chandos Players – orchestra
- Sam Artiss – direttore
- Gini Ball – archi in "Red Over White"
- Anne Stephenson – archi in "Red Over White"
- Martin McCarrick – arrangiamento archi
- Bill McGee – arrangiamento archi